# あきぴで
あきぴで（1996年〈平成8年〉7月28日‐）は、日本のYouTuber。別名はチェリー東大（チェリーとうだい）。主に学歴や受験を題材にした動画を投稿している。
本名は、山田 亮秀（やまだ あきひで）。

## 経歴
富山県立富山中部高等学校出身。演劇部で活動していた。
1年間の浪人を経て、東京大学文科一類に合格者最低点で合格し、東京大学法学部を卒業。在学中は文学座の演劇研究所に入っていた。
2021年に動画の投稿を始めたのも、俳優として活躍するために知名度が必要と考えたことと、演技力を生かして収入を得るためであった。
当初の動画は再生数も伸びなかったが、実体験を基にした東大生のエピソードをコント風に紹介するようになると再生回数が伸びはじめ、「学歴系ユーチューバー」路線に進む。コミカルな演技とテンポのよい短めの動画が人気を集め、2022年6月に登録者数5万人を超えた頃、動画収入で生活ができるようになった。
動画には同じ服を着て登場することが多いが、これは動画視聴者に同じ服を着ていることを意識させ、「頭は良いがファッションセンスは無い」といった感想を持たせ、コメントを促すという戦略に基づいている。公開されている動画の多くは動画視聴者から寄せられたコメントを元ネタとしている。動画視聴者から寄せられる情報の1つ1つが動画になっていると共に、登録者が増えることで情報密度が濃くなっているというサイクルを生んでいるが、これも計算の上であると本人は述べている。
自己分析では、再生回数に対しての登録者が少なく、個人ではなくコンテンツが面白いから見ている層がほとんどであって、目標である舞台俳優には程遠いとのこと。
有名な言葉は「文武両道、二兎も三兎も追ってください」「やっぱりうちは進学校！」など